# Pseudoxandra leiophylla
Pseudoxandra leiophylla là loài thực vật có hoa thuộc họ Na. Loài này được (Diels) R.E.Fr. miêu tả khoa học đầu tiên năm 1937.